# Metelinkiukaat
Metelinkiukaat är en ögrupp i Finland. Den ligger i sjön Päijänne och i kommunen Jyväskylä i den ekonomiska regionen  Jyväskylä  och landskapet Mellersta Finland, i den södra delen av landet, 200 km norr om huvudstaden Helsingfors. Öns area är 1,9 hektar och dess största längd är 260 meter i sydöst-nordvästlig riktning.  Ögruppet är naturskyddsområde.